# Aziatische auto in 1954
Dit artikel geeft een overzicht van alle Aziatische personenwagens geproduceerd in 1954 door een significante autoconstructeur. De auto's staan alfabetisch gerangschikt per merk. Hier staan enkel Aziatische merken, ongeacht of ze eigendom zijn van een niet-Aziatisch concern. Ook gaat het om constructeurs die algemeen bekend zijn met auto's die algemeen voor het publiek verkrijgbaar zijn. 
| Ohta |                  | concern:   | Onafhankelijk |
| Ohta | divisie:         |            |               |
| Ohta | merk:            | Ohta Japan |               |
| Ohta | model:           | PH-1       |               |
| Ohta | einde productie: | 1959       |               |
| Ohta | productieaantal: | ?          |               |